# 德文森恐鹤
德文森恐鹤是属于恐鹤亚科的已灭绝巨型肉食性不飞鸟，生活在乌拉圭早中新世的Fray Bentos组和阿根廷晚中新世至早上新世的伊圖薩因戈地層組（Ituzaingó）。模式种波奇德文森恐鹤曾被称为Onactornis pozzi。它高约2.5米（8.2英尺），是已知的最大的食肉鸟类之一。